# Windsor-Klänge
Windsor-Klänge ist ein Walzer von Johann Strauss Sohn (op. 104). Das Werk wurde am 10. Januar 1852 im Palais Coburg (Wien) erstmals aufgeführt.

## Einzelnachweis
1. ↑  Quelle: Englische Version des Booklets (Seite 51) in der 52 CDs umfassenden Gesamtausgabe der Orchesterwerke von Johann Strauß (Sohn), Hrsg. Naxos (Label). Das Werk ist als vierter Titel auf der 17. CD zu hören.